# Revolution Song
Revolution Song er en komposition skrevet af guitaristen Noel Gallagher, medlem af det britiske band Oasis. Nummeret er sandsynlighedsvis skrevet med bandets fjerde udspil, Standing on the Shoulders of Giants(2000), i tankerne. Det er endvidere enten indspillet i Supernova Heights el. Wheeler End Studios, da det var her de resterende demo'er blev optaget, med hjælp fra Mark Coyle og Paul Stacey imellem 1998 og starten af 1999. 

## Baggrund
En demooptagelse af nummeret bliver offentliggjort, da den med række andre demooptagelser af bandets, bliver lækket på nettet i januar 2000. Pga. manglende information om nummeret blev det navngivet titlen "Solve My Mystery". Efterhånden ligger man dog to og to sammen, efter at have vidnet forsk. udtalelser, hvor nummeret omtales, fx her, hvor guitaristen og sangskriveren af nummeret udtaler sig til bladet Melody Maker (d. 23 februar 2000): 
We did have one track which didn't go on called "Revolution Song". It was demoed two years ago and it's an out-an'-out gospel song, but not in the sense that 'I Still Haven't Found What I'm Looking For' by U2 is a gospel song. I think it's a really, really good song. We were going to have the full-on gospel choir singing it until fucking Blur put out "Tender" and then we went, 'fucking bastards!'. That'll have to wait for the next one. They always nick our ideas!
Nummeret er til dags dato (dvs. 2007) stadig ikke udgivet officielt af bandet. 

## Eksterne links
- Oasisinet, Oasis' officielle hjemmeside
- www.mrmonobrow.dsl.pipex.com Arkiveret 15. juni 2007 hos  Wayback Machine, henvisning til info om bootleg